# Sony Pictures Studios

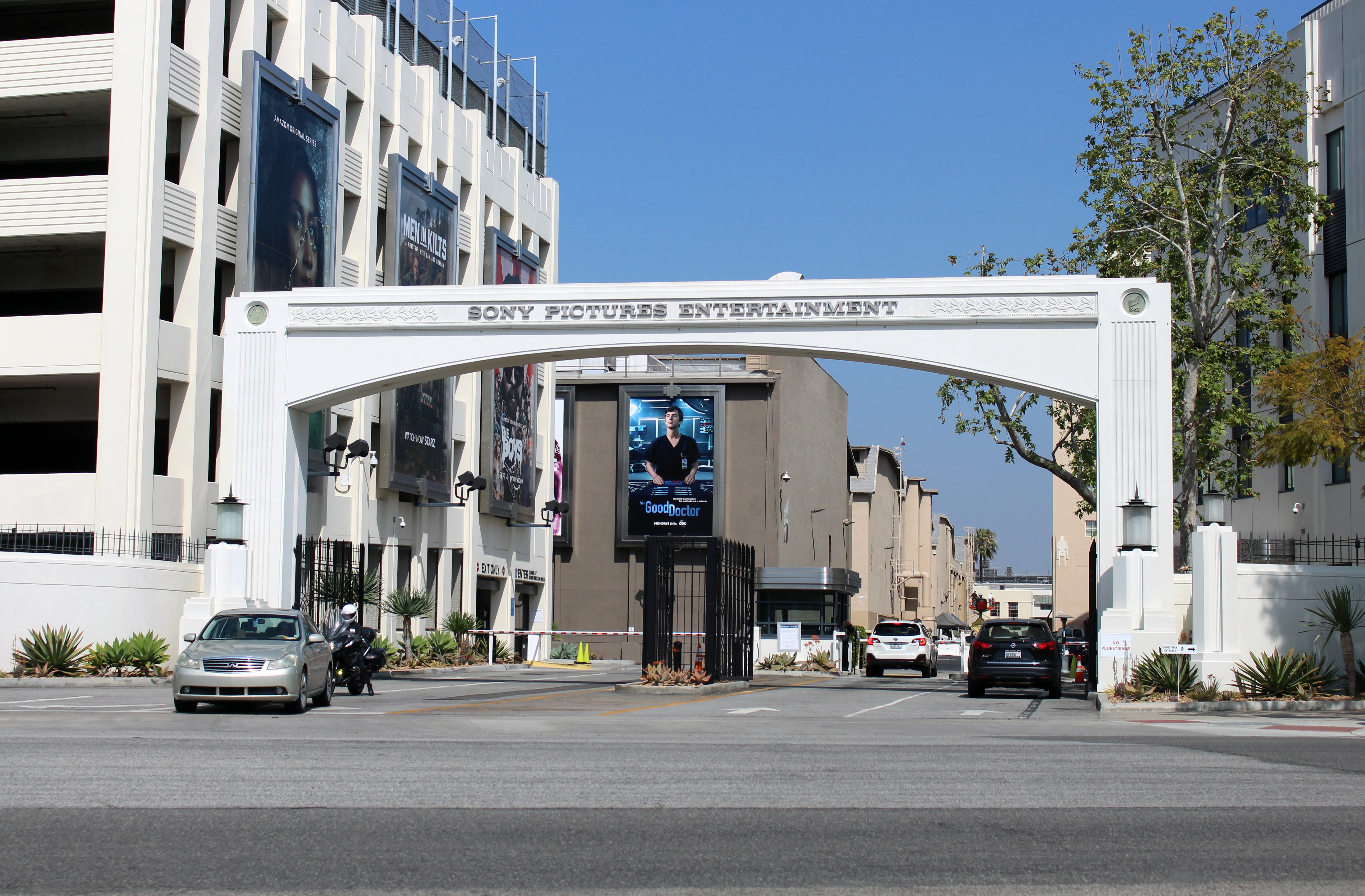
Huvudentrén.

Sony Pictures Studios är en studioanläggning för film och TV-produktion som är belägen i Culver City, Los Angeles County i Kalifornien, USA. Anläggningen ägs sedan 1989 av Sony genom dess amerikanska dotterbolag Sony Pictures Entertainment som äger Columbia Pictures, TriStar Pictures och Sony Pictures Animation.

## Anläggningens historia

### MGM (1924–1986)
Från 1924 och fram till 1986 var anläggningen synonym med Metro-Goldwyn-Mayer (MGM), fram till att dåvarande ägaren Ted Turner sålde studioanläggningen. Återstoden av MGM flyttade därefter till kontorslokaler i Santa Monica. Under MGM-tiden spelades flera klassiska filmer in där, inklusive Trollkarlen från Oz och Singin' in the Rain. Under MGM:s storhetstid på 1930-talet under Louis B. Mayers ledning hade de över 5 000 anställda och producerade över 50 långfilmer per år. Fram till 1960-talet fanns där även en stor bakgård (engelska: backlot) med fasta utomhusmiljöer för filminspelningar, därbland djungelmiljöer för Tarzan, vilda västern, cirkus, djurpark och såväl amerikansk storstad och småstad.

### Lorimar (1986–1989)
Från 1986 och fram till 1989 ägdes studioanläggningen av Lorimar, som under 1988 köpts upp av Warner Bros.

### Sony Pictures (1989–)
Sony övertog anläggningen i Culver City i utbyte mot att de sålde Columbia Pictures andel i Burbank Studios till Warner Bros.